# Colômbia nos Jogos Pan-Americanos de 2015
A Colômbia competiu nos Jogos Pan-Americanos de 2015 em Toronto de 10 a 26 de julho de 2015. O país competiu em 11 esportes com 291 atletas e conquistou vinte e sete medalhas de ouro.